# وسیوالاد سانایف
وْسیوالاد واسیلیوویچ سانایف (روسی: Всеволод Васильевич Санаев؛ ‏ ۲۵ فوریهٔ ۱۹۱۲ – ۲۷ ژانویهٔ ۱۹۹۶) بازیگر اهل امپراتوری روسیه بود.
از فیلم‌ها یا برنامه‌های تلویزیونی که وی در آن نقش داشته‌است، می‌توان به نخستین روز آزادی، آزادی و پنج روز، پنج شب اشاره کرد.
وی همچنین برندهٔ جوایزی همچون نشان انقلاب اکتبر، جایزه هنرمند مردمی اتحاد جماهیر شوروی، نشان لنین، جایزه دولتی برادران واسیلیف، هنرمند مردمی جمهوری شوروی فدراتیو سوسیالیستی روسیه، و نشان پرچم سرخ کار شده‌است.